# Junior-EM i håndbold (kvinder)
Junioreuropamesterskabet i håndbold for kvinder var et mesterskab for europæiske kvindehåndboldlandshold. Mesterskabet blev arrangeret af European Handball Federation og afviklet hvert andet år i perioden 1996-2002, hvorefter det blev afløst af U/19-EM for kvinder.

## Medaljestatistik 1996-2002
| Plac. | Land     | Guld | Sølv | Bronze | Total |
| ----- | -------- | ---- | ---- | ------ | ----- |
| 1.    | Rumænien | 2    | -    | -      | 2     |
| 2.    | Rusland  | 1    | 1    | 2      | 4     |
| 3.    | Danmark  | 1    | -    | -      | 1     |
| 4.    | Ukraine  | -    | 1    | -      | 1     |
| 4.    | Litauen  | -    | 1    | -      | 1     |
| 4.    | Ungarn   | -    | 1    | -      | 1     |
| 7.    | Kroatien | -    | -    | 1      | 1     |
| 7.    | Spanien  | -    | -    | 1      | 1     |

## Mesterskaber 1996-2002
| Turn. | Værtsland | Guld     | Sølv    | Bronze   | Danmarks plac. |
| ----- | --------- | -------- | ------- | -------- | -------------- |
| 1996  | Polen     | Danmark  | Ukraine | Rusland  | Nr. 1          |
| 1998  | Slovakiet | Rumænien | Litauen | Rusland  | Kvalifikation  |
| 2000  | Frankrig  | Rumænien | Rusland | Kroatien | Nr. 10         |
| 2002  | Finland   | Rusland  | Ungarn  | Spanien  | Kvalifikation  |